# Lịch sử thể thao

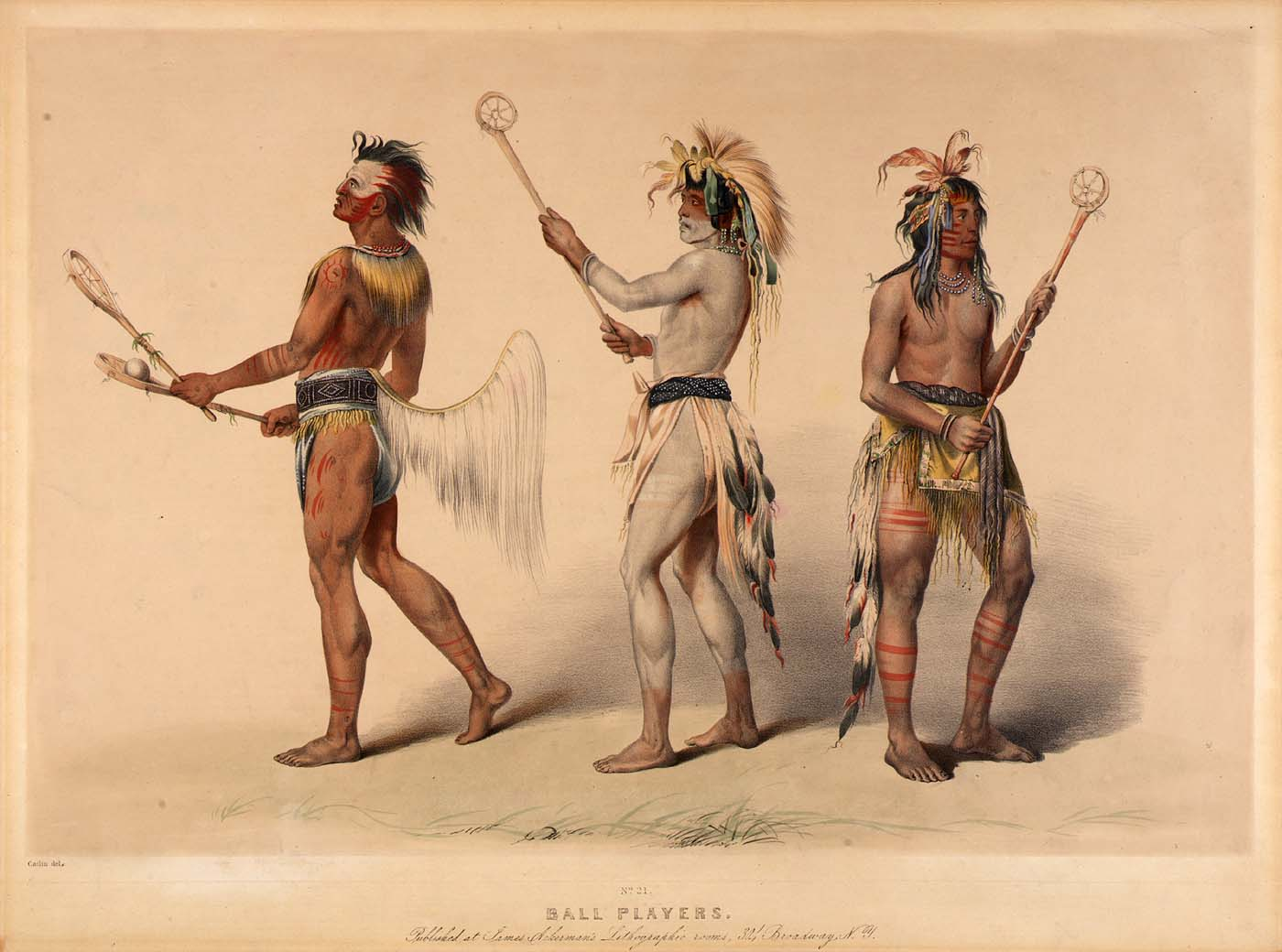
Tranh vẽ những người Choctaw chơi môn lacrosse thời kỳ sơ khai.

Lịch sử thể thao có thể có niên đại từ thuở con người bắt đầu rèn luyện quân đội. Thể thao có thể coi là phương thức xác định xem các cá nhân có đủ sức khỏe và hữu dụng cho quân đội hay không. Các môn thể thao đồng đội được phát triển để rèn luyện và chứng tỏ khả năng chiến đấu và làm việc theo nhóm. Lịch sử thể thao có thể cho ta biết về các thay đổi xã hội và bản chất của thể thao bởi thể thao có vẻ như đóng vai trò trong sự phát triển các kĩ năng cơ bản của con người.

## Thời kỳ tiền sử

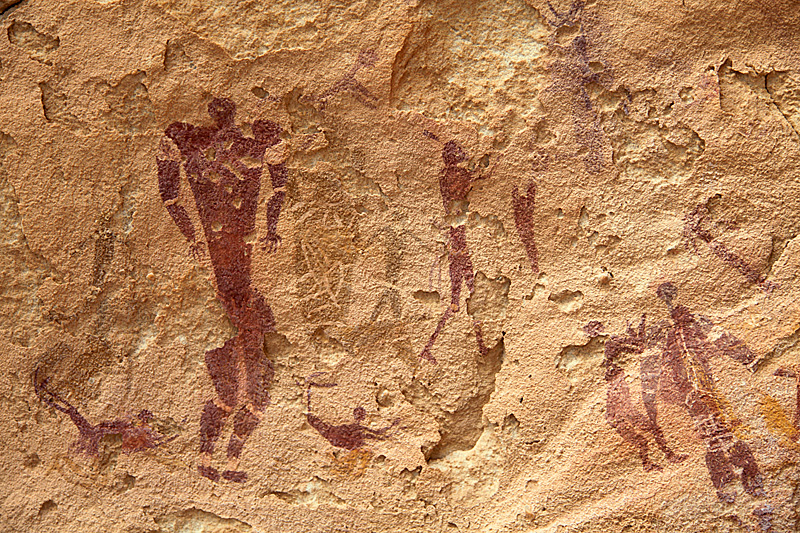
Các bức vẽ con người trong hang Hang Người bơi

Các bức tranh hang động được tìm thấy ở Lascaux, Pháp được cho là mô tả động tác chạy nước rút và đấu vật vào thời đại đồ đá cũ muộn khoảng 17.300 năm trước. Những bức tranh vẽ hang động khác ở Tỉnh Bayankhongor của Mông Cổ có niên đại từ thời đồ đá mới khoảng năm 7000 TCN thuật lại một trận đấu vật được một đám đông xem xung quanh. Nghệ thuật chế tác đá thời đại đồ đá mới được tìm thấy ở Hang Người bơi tại Wadi Sura, gần Gilf al Kabir, Libya cho thấy nhiều chứng cứ về bơi lội và bắn cung được thực hành vào khoảng năm 6000 TCN. Ở Nhật Bản người ta tìm thấy các tranh vẽ hang động tiền sử minh họa một môn thể thao tương tự sumo.

## Sumer cổ đại

Một bức tranh tường trong phòng mộ cua người Ai Cập, lấy từ mộ của Khnumhotep và Niankhkhnum có niên đại khoảng năm 2400 TCN, mô tả cảnh các đô vật đang thi đấu.

Nhiều hình thức minh họa các đô vật cổ đại được tìm thấy trên các phiến đá được khôi phục từ nền văn minh Sumer. Một bức tranh mô tả lại ba cặp đô vật có niên đại khoảng năm 3000 TCN. Một bức tượng nhỏ đúc đồng đỏ (có thể là đế của một bình hoa) được tìm thấy tại Khafaji, Iraq mô phỏng lại những hình nhân trong tư thế túm níu nhau có niên đại khoảng năm 2600 TCN. Bức tượng được coi là những bức vẽ thể thao đầu tiên và được lưu trữ tại Bảo tàng quốc gia Iraq. Nguồn gốc của quyền Anh cũng có nguồn gốc Sumer cổ đại. Sử thi Gilgamesh cho thấy những ghi chép lịch sử đầu tiên về thể thao khi Gilgamesh tham gia vào cuộc đấu vật thắt lưng với Enkidu. Những bài vị viết bằng chữ nêm này ghi lại truyện có niên đại từ năm 2000 TCN, tuy nhiên Gilgamesh thật trong lịch sử được cho là sống vào khoảng năm 2800 tới 2600 TCN. Vua Sumer là Shulgi cũng khoe khoang sức mạnh trong thể thao của ông trong những bài ca tự khen ngợi mình. Nhưng lưỡi câu khác hoàn toàn so với những lưỡi câu ngày nay được tìm thấy trong các cuộc khai quật tại Ur chỉ ra chứng cứ về môn câu cá tại Sumer khoảng năm 2600 TCN.

## Ai Cập cổ đại

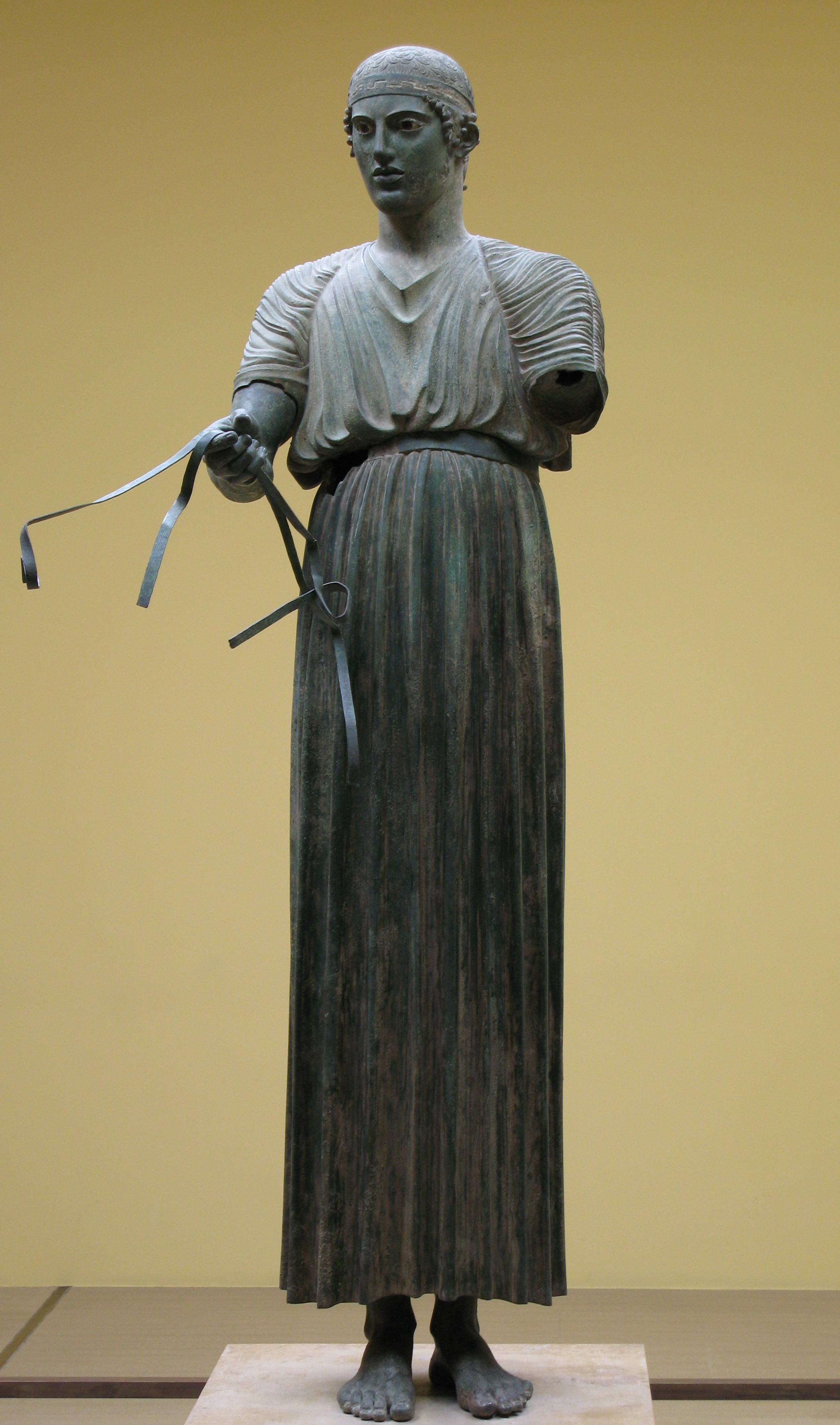
Bức tượng Người đánh xe ngựa ở Delphi, Bảo tàng Delphi

Những vật tưởng niệm các pharaon được tìm thấy tại Beni Hasan có niên đại khoảng năm 2000 TCN cho thấy nhiều môn thể thao như vật, cử tạ, nhảy xa, bơi, rowing, bay lượn, bắn súng, câu cá và điền kinh, cũng như nhiều môn bóng khác, đã phát triển và được quy định tại Ai Cập cổ đại. Các môn thể thao Ai Cập khác còn có ném lao, nhảy cao, và snooker. Bức họa vẽ các hình nhân đấu vật được tìm thấy tại mộ của Khnumhotep và Niankhkhnum ở Saqqara có niên đại khoảng năm 2400 TCN.

## Hy Lạp cổ đại
Những hình vẽ minh họa các sự kiện thể thao theo nghi thức xuất hiện trong nghệ thuật hội họa Minos tại đảo Crete thời đồ đồng, tiêu biểu là bức bích họa môn thể dục dụng cụ vào năm 1500 TCN theo hình thức là các môn nhảy qua bò (bull-leaping hay taurokathapsia và có thể là cả đấu bò. Nguồn gốc của các lễ hội thể thao Hy Lạp có thể bắt đầu từ các trò chơi tại đám ma vào thời kỳ Mycenae, từ năm 1600 TCN tới khoảng năm 1100 TCN. Trong truyện Iliad có nhiều chi tiết về các trò chơi đám ma được tổ chức nhằm tưởng nhớ những chiến binh đã hy sinh, ví dụ như những buổi nhằm tưởng nhớ Patroclus do Achilles tổ chức. Việc tham gia thể thao được coi là công việc của giới quý tộc và giàu có, những người không cần phải làm việc tay chân. Trong truyện Odýsseia, vua Odysseus của Ithaki chứng tỏ địa vị hoàng gia của ông trước vua Alkinoös của Phaiakes bằng cách thể hiện khả năng ném lao thuần thục của ông. Người ta cũng đoán rằng các môn thể thao được điều hành một cách chính thức đầu tiên ở Hy Lạp khi kỳ Olympic đầu tiên được ghi chép lại vào năm 776 TCN ở Olympia, và kéo dài tới năm 393 SCN. Các kì đại hộ được tổ chức cách quãng 4 năm. Khoảng thời gian này còn gọi là Olympiad, một đơn vị thời gian trong biên niên sử. Với ban đầu chỉ là một giải chạy nước rút, Olympic dần mở rộng thành nhiều cuộc thi chạy hơn, chạy không mặc gì hay chạy trong bộ áo giáp, đấm bốc, đấu vật (Pale), pankration, đua xe ngựa chiến, nhảy xa, phóng lao, và ném đĩa. Trong thời gian lễ hội diễn ra, một thỏa hiệp Olympic được đưa ra nhằm bảo đảm các vận động viên có thể đi lại an toàn qua các quốc gia. Phần thưởng cho người chiến thắng là vòng nguyệt quế. Các sự kiện thể thao trong thời Hy Lạp cổ còn có Đại hội thể thao Isthmia, Đại hội thể thao Nemea, và Đại hội thể thao Pythia (hay đại hội thể thao Delphi). Cùng với các kỳ Olympic còn có Đại hội thể thao toàn Hy Lạp. Một số đại hội thể thao khác như Panathenaia của Athens, cho phép các môn nhạc kịch, đọc sách và các hình thức phi vận động khác vào trong chương trình đại hội. Đại hội thể thao Heraia là đại hội đầu tiên được dành cho nữ giới khi được tổ chức tại Olympia vào đầu thế kỷ VI TCN.

## Thể thao cổ đại trên thế giới
Các môn thể thao có ít nhất hơn hai nghìn năm tồn tại có thể kể tới hurling tại Ireland cổ đại, shinty ở Scotland, harpastum (tương tự rugby) ở La Mã, xúc cúc (tương tự bóng đá) tại Trung Hoa, cùng polo ở Ba Tư. Môn bóng Trung Mỹ bắt nguồn từ ba nghìn năm trước. Môn bóng Pitz của người Maya được cho là môn bóng đầu tiên khi được chơi vào khoảng năm 2500 TCN. Các đồ tạo tác và công trình cũng cho thấy người Trung Hoa đã tham gia vào các hoạt động thể thao từ năm 2000 TCN. Thể dục dụng cụ dường như là một môn thể thao phổ biến ở Trung Hoa cổ đại. Ba Tư cổ đại cũng là nơi khởi nguồn của môn cưỡi ngựa đấu thương  và môn thể thao truyền thống zourkhaneh. Một dụng cụ bằng xương đã đánh bóng được tìm thấy ở Eva, Tennessee, Hoa Kỳ có niên đại từ năm 5000 TCN được phân tích có thể là một dụng cụ thể thao trong trò "ring and pin".

## Trung cổ

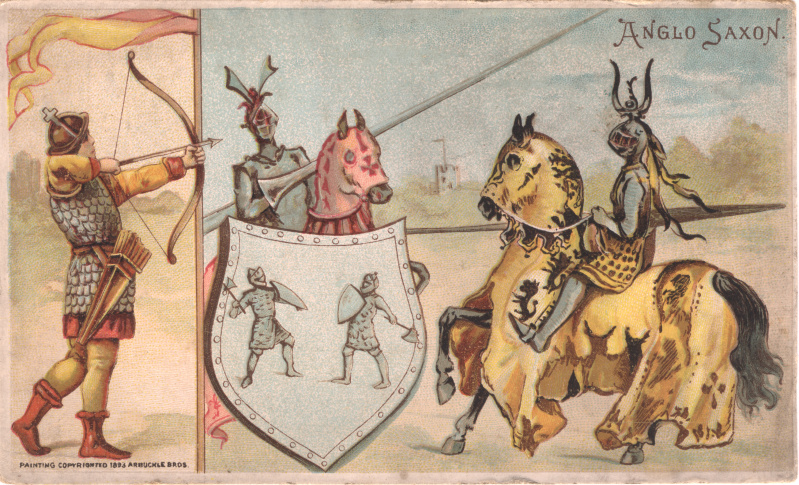
Cưỡi ngựa đấu thương và bắn cung tại xứ Anglo Saxon.

Trong ít nhất là 700 năm, nhiều ngôi làng tại quần đảo Anh thi đấu với nhau trong những trận bóng hết sức quyết liệt, thậm chí là bạo lực, điển hình là môn bóng đá Shrovetide ở Anh và môn caid ở Ireland. Ngược lại, môn calcio Fiorentino, ở Firenze, Ý, được dành riêng giới quý tộc. Giới quý tộc tại châu Âu cũng tỏ ra ưu đãi với các môn thể thao trong vai trò người bảo trợ cũng như vận động viên trong các môn đối kháng như đấu kiếm và cưỡi ngựa đấu thương. Đua ngựa là môn thể thao yêu thích đặc biệt của tầng lớp thống trị ở Anh Quốc khi Nữ vương Anne là người thành lập ra Trường đua Ascot.

## Thể thao hiện đại
Một số sử gia, như Bernard Lewis, cho rằng các môn thể thao đồng đội chúng ta thưởng thức ngày nay là phát minh của phương Tây Thủ tướng Anh John Major nói rõ vào năm 1995: "Chúng tôi phát minh ra phần lớn các môn thể thao vĩ đại nhất thế giới... Nước Anh thế kỷ 19 là cái nôi của cách mạng giải trí, thứ có ý nghĩa không khác gì các cuộc cách mạng nông nghiệp và công nghiệp mà chúng tôi khởi phát một thế kỷ trước.
Các môn thể thao đồng đội truyền thống được coi là xuất phát từ nước Anh và được truyền bá rộng rãi khắp các thuộc địa của Đế chế Anh rộng lớn. ĐIều này có thể coi là sự coi nhẹ các môn cổ đại nhiều người chơi của châu Á (như polo, các hình thức võ thuật, và các môn bóng đá) và châu Mỹ (ví dụ bóng vợt), hay sự ám chỉ rằng dù các môn này tuy có tồn tại nhưng các môn thể thao đồng đội hiện đại không trực tiếp bắt nguồn từ chúng. Chủ nghĩa thực dân châu Âu đóng góp phần lớn vầo sự truyền bá một số môn trên khắp thế giới như cricket (không liên quan tới bóng chày), các loại hình bóng đá, các dạng bowling, bi-a (như snooker, carom và pool), khúc côn cầu và các môn thể thao có nguồn gốc từ nó, môn cưỡi ngựa biểu diễn hiện đại (có nguồn gốc Trung Đông), và quần vợt (và các môn có nguồn gốc từ jeu de paume), cũng như nhiều môn thể thao mùa đông, trong khi Thế vận hội hiên đại cũng đảm bảo tiêu chuẩn hóa theo hướng châu Âu cùng lúc quy tắc của các môn tương tự trên thế giới được kết hợp. Bỏ qua nguồn gốc của các môn, cuộc cách mạng công nghiệp và quá trình sản xuất hàng loạt tăng thêm thời gian rảnh rỗi, dẫn tới nhiều điều kiện tham gia thi đấu hoặc quan sát (và cả cá cược vào) các môn thể thao có khán giả, giảm bớt sự thống trị của tầng lớp trên. Với sự ra đời của truyền thông đại chúng là kết nối toàn cầu, sự chuyên nghiệp hóa trở nên thịnh hành và giúp thể thao phổ biến hơn. Sự gia tăng các tiêu chuẩn dành cho người chiến thắng cũng tạo điều kiện để ham muốn gian lận trỗi dậy. Một trong những hình thức gian lận ngày nay là sử dụng chất kích thích như steroid. Việc dùng các chất này luôn là điều cấm đoán và từ đó ra đời các cơ quan nhằm kiểm soát các vận động viên và đảm bảo tính công bằng trong thể thao.

### Tại nước Anh

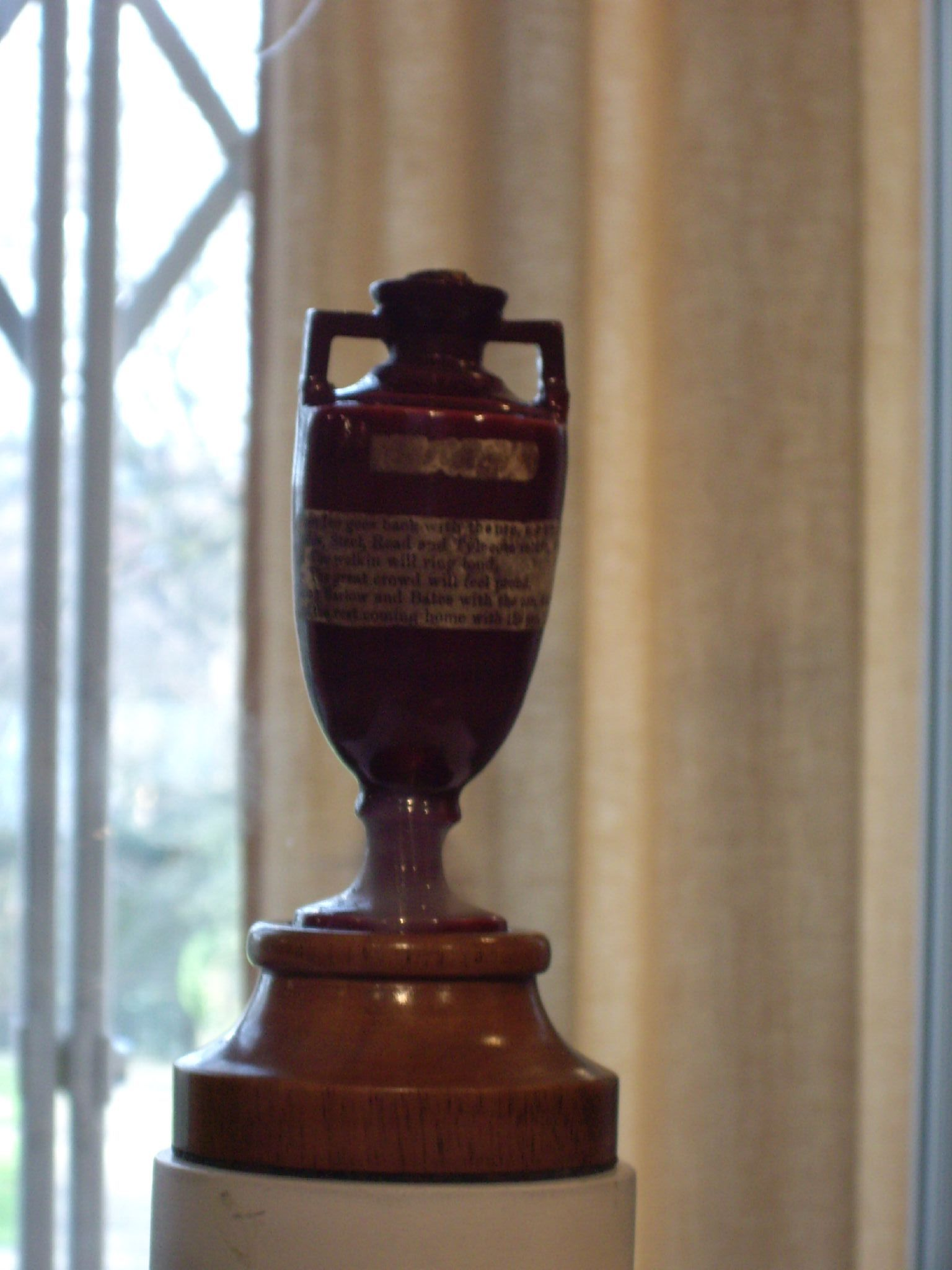
Chiếc bình The Ashes là danh hiệu trao cho đội thắng trong cuộc đấu giữa Úc và Anh ở môn cricket

Khi viết về cricket John Leach giải thích vai trò của Thanh giáo, cuộc Nội chiến Anh (1642–1651), và cuộc Khôi Phục chế độ quân chủ ở Anh. Vào năm 1642 Quốc hội Anh (Long Parliament) đã "cấm các nhà hát, không phù được người Thanh giáo tán thành. Mặc dù hành động tương tự được áp dụng với một số môn thể thao, tuy nhiên có vẻ cricket không nằm trong số này, ngoại trừ việc các cầu thủ không được phá luật ngày Sabbath". Vào năm 1660, "cuộc Khôi phục chế độ quân chủ tại Anh ngay lập tức được tiếp nối với sự mở cửa trở lại các nhà hát và thế là tất cả mọi điều luật cấm đoán lên cricket bởi những người Thanh giáo cũng được bãi bỏ." Các điều kiện kinh tế, chính trị, xã hội sau cuộc Khôi phục đã khuyến khích cờ bạc một cách thái quá đến nỗi cần phải có một đạo luật được đề ra năm 1664. Có một điều chắc chắn là các hoạt động cờ bạc là một nguồn tài chính lớn cho cricket, đua ngựa và quyền anh. Leach giải thích rằng chính thói quen cờ bạc của những người bảo hộ môn cricket đã hình thành nên các đội cricket mạnh trong suốt thế kỷ 18 nhằm đại diện cho ý thích đó của họ. Ông định nghĩa một đội bóng mạnh là đội đại diện không chỉ một mà nhiều hơn một xã và khẳng định các đội như thế được lập nên ngay sau năm 1660. Trước cuộc Nội chiến và Thịnh vượng chung Anh, tất cả chứng cứ có sẵn đều kết luận cricket đã chuyển thành hình thức cricket làng nơi mà chỉ các đội duy nhất đại diện cho từng xã được thi đấu. "Các đội mạnh" thời hậu Khôi phục đánh dấu bước chuyển mình của cricket (và trong các môn đồng đội chuyên nghiệp, cricket là môn lâu đời nhất) từ cấp xã lên cấp hạt. Đây là điểm khởi phát của first-class cricket hay cấp đấu cao nhất của môn này.
Nhiều trường tư như Winchester và Eton, giới thiệu các loại hình bóng đá và các môn thể thao khác cho học sinh của họ. Đây là khoảng thời gian được mô tả là "trong sáng và đúng luật" hơn so với những môn có phần quyết liệt ở vùng nông thôn. Sự đô thị hóa ở thế  kỷ 19 đưa các môn thể thao nông thôn tới với các trung tâm đô thị mới và chịu ảnh hưởng của tầng lớp trung và thượng lưu. Luật lệ và quy tắc được nghĩ ra để ứng dụng vào các môn, đồng thời với sự thành lập của các hiệp hội thể thao trước cuối thế kỷ 19. Sự ảnh hưởng ngày một tăng của giới thống trị cũng tạo nên tầm quan trọng lên thể thao không chuyên, và tinh thần "fair play". Cách mạng công nghiệp cũng mang đến sự lưu động hơn và tạo cơ hội để các trường đại học tại Anh và nhiều nơi khác thi đấu với nhau. Điều này là bước khởi đầu cho sự thống nhất và dàn xếp các môn thể thao khác nhau tại Anh, mà nổi bật là sự ra đời của The Football Association tại Luân Đôn.
Để các môn thể thao được chuyên nghiệp hóa, điều đầu tiên cần nhắc tới là công tác huấn luyện. Vị trí huấn luyện được bắt đầu chuyên nghiệp hóa vào thời Victoria và cho tới năm 1914 đã được giải quyết ổn thỏa. Trong Chiến tranh thế giới thứ nhất, các đơn vị quân đội thường tìm các huấn luyện viên để giám sát điều kiện thể chất và phát triển tinh thần.

### Đế quốc Anh và ảnh hưởng thời hậu thuộc địa
Ảnh hưởng của các môn thể thao Anh Quốc và các điều luật bắt đầu lan rộng ra khắp nơi trên thế giới vào cuối thế kỷ 19 đầu thế kỷ 20, trong đó đặc biệt là bóng đá. Cricket nổi tiếng tại nhiều quốc gia thuộc Đế quốc Anh như Úc, Nam Phi, Ấn Độ và Pakistan, cũng như tại các nước thuộc Thịnh vượng chung ngày nay. Sự phục dựng lại Thế vận hội của nam tước Pierre de Coubertin cũng chịu ảnh hưởng từ các phong trào thể thao tại các trường tư thục của Anh.  Người Anh đóng vai trò quan trọng trong việc định nghĩa nghiệp dư, chuyên nghiệp, hệ thống giải đấu và khái niệm fair play. Có môn thể thao xuất phát từ Anh, tới với các quốc gia khác rồi đánh mất vị thế tại quê hương của nó nhưng lại được các quốc gia du nhập chơi nhiều, ví dụ như bandy tại Phần Lan, Kazakhstan, Na Uy, Nga và Thụy Điển.
Bóng chày (gần với môn rounders của Anh và soule của Pháp) trở nên phổ biến ở Đông Bắc Hoa Kỳ khi các quy tắc đầu tiên được luật hóa vào thập niên 1840, trong khi bóng bầu dục Mỹ phổ biến tại vùng đông nam. Sau Nội chiến bóng chày bắt đầu có mặt tại miền nam còn bóng bầu dục Mỹ đi theo chiều ngược lại. Vào những năm 1870 bóng chày tách thành hai hệ nghiệp dư và chuyên nghiệp; thể thao chuyên nghiệp nhanh chóng giành ưu thế, đánh dấu bước chuyển trọng tâm từ người chơi sang câu lạc bộ. Sự thăng tiến của bóng chày giúp góp phần loại bỏ các môn khác như cricket, môn phổ biến ở Philadelphia trước khi bóng chày lên ngôi.
Bóng bầu dục Mỹ hay bóng đá Mỹ (và các hình thức bóng đá gridiron nói chung) cũng bắt nguồn từ các biến thể bóng đá tại Anh, khi bộ quy tắc bóng đá liên trường dựa trực tiếp trên  các luật lệ của FA ở Luân Đôn. Tuy nhiên Harvard sau đó đã lựa chọn thi đấu theo luật của bóng rugby. Walter Camp sau đó tiếp tục sửa đổi kiểu chơi này vào thập niên 1880, ảnh hưởng tới sự ra đời của các điều luật môn bóng bầu dục Canada.

### Lịch sử thể thao nữ

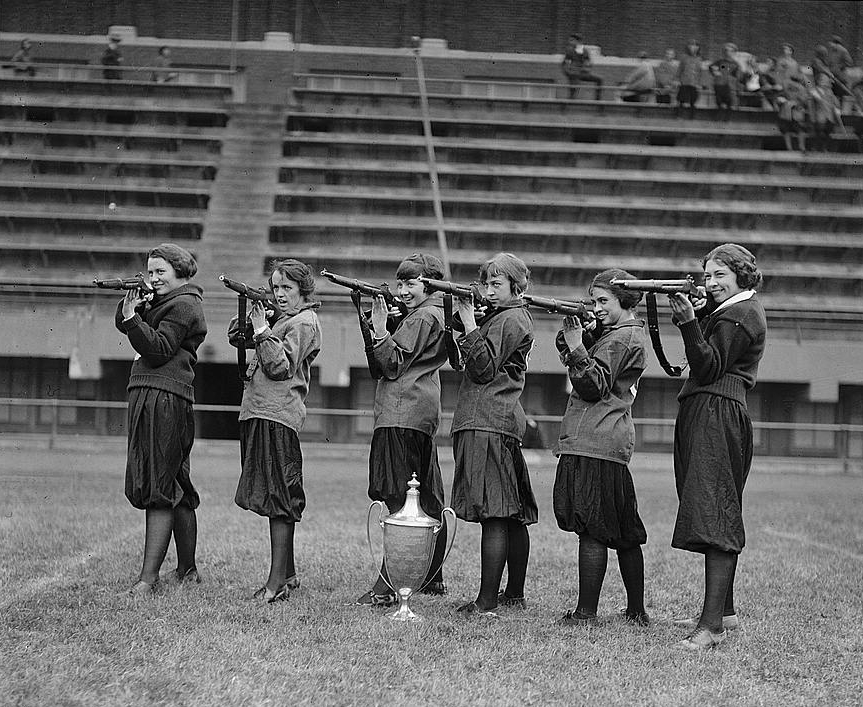
Đội bắn súng trường nữ ở Central High, Washington, DC, Hoa Kỳ.

Sự tham gia của nữ giới vào thể thao đã từng bị nhiều xã hội cấm đoán. Nguồn gốc trường học của các môn thể thao được tổ chức bài bản từ thế kỷ 19 tới đầu thế kỷ 20 dẫn tới thái độ ngăn cản phụ nữ can dự vào thể thao, điển hình là việc không hề có một phụ nữ nào được chính thức dự Thế vận hội 1896. Thế kỷ 20 chứng kiến các bước tiến lớn lao của phụ nữ trong thể thao, mặc dù sự tham dự của họ trong vai trò người hâm mộ, người quản lý, quan chức, huấn luyện viên, nhà báo hay vận động viên vẫn bị áp đảo so với nam giới. Sự tham gia của nữ giới một phần ảnh hưởng từ các phong trào nữ quyền và chủ nghĩa nữ quyền lần lượt trong thế kỷ 19 và 20. Tại Hoa Kỳ việc các sinh viên nữ tham gia vào thể thao được thúc đẩy nhờ đạo luật Title IX vào năm 1972. Đạo luật này cấm phân biệt giới trong mọi mặt của bất kì môi trường giáo dục nào sử dụng trợ giúp tài chính liên bang, từ đó dẫn tới sự gia tăng về ngân sách quỹ và sự ủng hộ đối với sự phát triển các vận động viên nữ.
Áp lực từ các cơ quan cung cấp quỹ thể thao cải thiện phần nào sự cân bằng về giới. Ví dụ câu lạc bộ cricket Marylebone và câu lạc bộ rowing Leander tại Anh đều là các câu lạc bộ thể thao nam khi thành lập lần lượt vào các năm 1787 và 1818, nhưng vẫn mở rộng cửa đối với các thành viên nữ vào cuối thế kỷ 20 một phần do yêu cầu của quỹ United Kingdom Lottery Sports Fund.
Bước sang thế kỷ 21 số lượng phái nữ tham gia thể thao tăng cao nhất từ trứoc tới nay. Tại Thế vận hội Bắc Kinh 2008, có 137 nội dung của 27 môn có nữ giới tham gia, so với 175 nội dung trong 28 môn của nam. Một số giải thể thao chuyên nghiệp nữ được thành lập, đồng thời các giải đấu thể thao quốc tế lớn như Giải vô địch bóng đá nữ thế giới tiếp tục lớn mạnh.